# Пассек, Богдан Иванович
Богдан Иванович Пассек (ум. ок. 1758) — русский государственный деятель, смоленский шляхтич, статский советник, Белгородский вице-губернатор. Отец одного из ближайших приближённых Екатерины II, участника Дворцового переворота 1762 года, приведшего её к власти, генерал-аншефа Петра Богдановича Пассека (1734—1806). 

## Биография
Представитель дворянского рода Пассеков. Выходец из Смоленской шляхты, православный шляхтич герба Долива. Точные дата и место рождения неизвестны. Биография Б. И. Пассека приводится в соответствии с информацией из дореволюционного Русского биографического словаря (РБС), далеко не всегда надёжного источника, однако, последующие историки уделяли фигуре Б. И. Пассека не слишком много внимания.
Согласно РБС, Пассек впервые упоминается в источниках, как судья Малороссийского Генерального войскового суда. Затем был переименован в офицеры, однако продолжал служить в войсковом суде, откуда был уволен в чине ротмистра в 1734 году. В 1736 году, находясь на неизвестной должности, был произведён в подполковники, а в 1739 году был назначен товарищем (заместителем) Белгородского губернатора с переводом вновь на гражданскую службу и производством в статские советники. С 1742 года — Белгородский вице-губернатор.
В том же году (?) был отдан под суд за злоупотребления, взятки и «дерзости». Дело Б. И. Пассека рассматривалось в Сенате бесконечно долго, и в 1753 году он всё ещё содержался в Белгороде в качестве арестанта, причём неясно, был ли к тому моменты вынесен какой-либо приговор. Имущество Богдана Ивановича Пассека, в том числе деревни с крепостными крестьянами и каменный дом в Санкт-Петербурге были конфискованы в казну. Мать Б. И. Пассека подала апелляцию на это решение, утверждая, что в действительности деревни принадлежат ей, и, в результате, сумела возвратить часть из них обратно.
К 1758 году Б. И. Пассек скончался, после чего оставшиеся деревни были возвращены его вдове и детям. Судьба дома в Санкт-Петербурге, который успели передать Придворной конторе, осталась неясной.
Б. И. Пассек был женат на Анастасии Яковлевне, урождённой Повало-Швейковской. Среди их детей в Русской родословной книге указаны сыновья: Николай (умерший холостым), Василий (1730—1778, подполковник), Фёдор и уже упоминавшийся Пётр (1734—1806, генерал-аншеф); и дочери: Софья, в замужестве Кантемир, Мария, в замужестве Полтева, Анна, в замужестве Тишина, и Анастасия, мать Анны и Марии Ведель. Единственным (внебрачным, затем узаконенным) сыном П. Б. Пассека был Пётр Петрович (1779—1825), генерал-майор, близкий к декабристам, скончавшийся бездетным. Сыном В. Б. Пассека был Василий Васильевич (1772—1831), мемуарист, более четверти века проведший в тюрьмах и ссылках по обвинению в оскорблении монархии; от него происходят все дальнейшие представители рода Пассеков.

## Память
- Род Пассеков внесен в родословные книги Смоленской и Харьковской губерний[2].

## Комментарии
1. ↑  Неясно, впрочем, две разные это должности или одна, поскольку вице-губернаторов в России несколько позже (1763—1775) временно официально переименовывали в товарищей (заместителей) губернаторов.